# Więzadło poboczne promieniowe
Więzadło poboczne promieniowe (łac. ligamentum collaterale radiale) – w anatomii człowieka jedno z więzadeł stawu łokciowego. Przyczepia się do nadkłykcia bocznego kości ramiennej, następnie dwoma pasmami otacza od przodu i tyłu głowę kości promieniowej. Przyczep końcowy ma miejsce na tylnym i przednim brzegu wcięcia promieniowego kości łokciowej.